# Phéophytine

Structure de la phéophytine a.

Une phéophytine est une chlorophylle dépourvue de son cation central de magnésium Mg2+. La phéophytine a est la plus commune, correspondant à la chlorophylle a qui est le principal pigment photosynthétique, mais il existe également de la phéophytine b, chaque variété de chlorophylle ayant une phéophytine correspondante.
Les phéophytines interviennent dans la photosynthèse comme premiers transporteurs d'électrons intermédiaires dans la chaîne de transfers d'électrons du photosystème II chez les plantes (PS II), et du centre réactionnel photosynthétique des bactéries pourpres (RC P870). Dans ces deux cas, la lumière transfère les électrons des centres réactionnels à des phéophytines, qui les cèdent à leur tour à une quinone (QA), selon un mécanisme semblable dans l'un et l'autre cas.